# 232
232 (CCXXXII na numeração romana) foi um ano bissexto do século III do Calendário Juliano, da Era de Cristo. as suas letras dominicais foram A e G (52 semanas), teve início a um domingo e terminou a uma segunda-feira.
| Ano completo                       |
| ---------------------------------- |
| Ano bissexto com início ao domingo |

## Nascimentos
c. 19 de Agosto - Probo, Imperador romano.